# Procter & Gamble

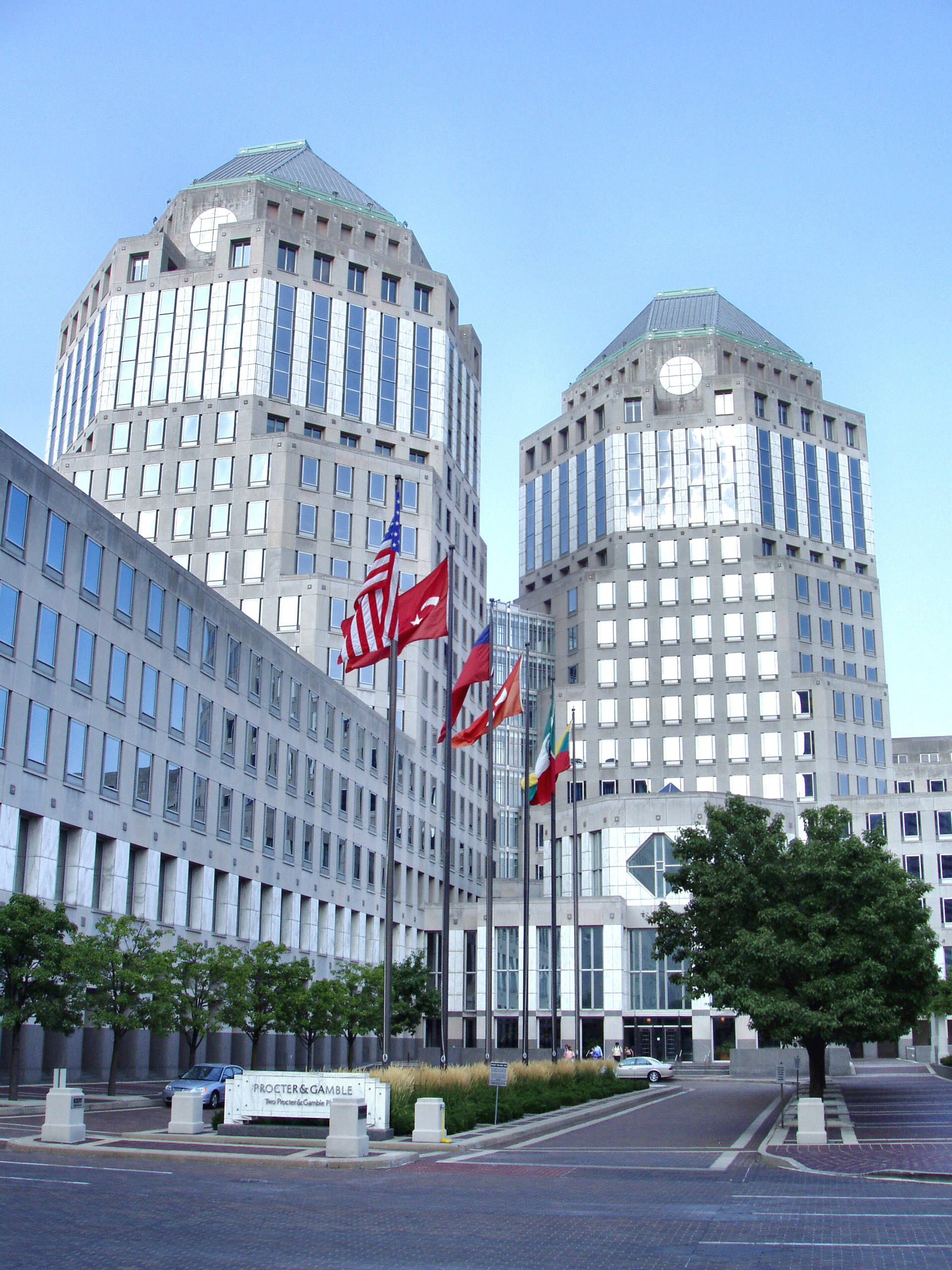
Seu de Procter & Gamble a Cincinnati, Ohio.

Procter & Gamble, també coneguda com a P&G, és una empresa multinacional nord-americana especialitzada en béns de consum; té la seu a Cincinnati, Ohio. Va ser fundada per William Procter i James Gamble el 1837 tots dos originaris del Regne Unit. Els seus productes han arribat a incloure menjar per a gossos, articles de neteja i productes de cura personal. Abans de la venda de Pringles a la companyia Kellogg's, la seva línia de productes incloïa aliments i begudes.
El 2014 P&G va registrar 81.100 milions de dòl·lars en vendes. El primer d'agost de 2016, va anunciar una gran segmentació, en la qual eliminarà 100 marques i concentrà el desenvolupament en les 80 marques restants, que produïen el 95% dels ingressos de la companyia. A. G. Lafley, el líder de la companyia i CEO, va dir que la futura P&G seria una companyia molt més simple i menys complexa, sent així capdavantera. P&G segueix sent altament selectiva en la contractació del seu personal, en contractar a menys de l'1% dels sol·licitants anualment.
Amb presència en més de 160 països, produeix i distribueix marques conegudes com Gillette, Ariel, Tampax i més de 300 marques diferents.

## Història

### Orígens
William Procter, un fabricant d'espelmes anglès, i James Gamble, un fabricant de sabó irlandès, van emigrar d'Anglaterra i Irlanda a EUA. Es van establir a Cincinnati i es van conèixer quan es van casar amb les germanes Olivia i Elizabeth Norris. Alexander Norris, el seu sogre, els va proposar de ser els seus socis. El 31 d'octubre de 1837, Procter & Gamble va ser creada.
Entre 1858 i 1859, les seves vendes van arribar a 1 milió de dòlars. En aquell moment, a P&G treballaven aproximadament 80 empleats. Durant la Guerra Civil, la companyia va aconseguir contractes per subministrar a l'Exèrcit de la Unió sabons i espelmes. A més d'incrementar la seva experiència durant la guerra, els contractes militars van introduir els productes de Procter & Gamble a tot el país.
En la dècada del 1880, Procter & Gamble va començar a comercialitzar un nou producte, un sabó barat que surava en l'aigua anomenat 'Ivory'. El 1887 William Arnett Procter, el net de William Procter, va iniciar un programa de repartiment intern, tot donant als treballadors una participació de la companyia, amb el plantejament que llavors serien menys propensos a fer vaga.
La companyia va començar a construir fàbriques en altres llocs dels Estats Units a causa que la demanda de productes havia superat la capacitat de les instal·lacions de Cincinnati. Els líders de la companyia van començar a diversificar els seus productes; així, el 1911, va començar a produir 'Crisco', un greix alimentari fet d'olis vegetals, en lloc del tradicional i més car greix animal. Com la ràdio es va fer més popular en la dècada del 1920 i 1930, la companyia va patrocinar una sèrie de programes radiofònics. Com a resultat, aquests programes eren coneguts entre la comunitat anglesa com a "soap opera".

### Expansió
La companyia es va traslladar a altres països, tant en termes de vendes com en fabricació de productes, convertint-se en una corporació internacional amb l'adquisició el 1930 de la companyia Thomas Hedley, amb seu a Newcastle upon Tyne, Anglaterra. Després d'aquesta adquisició, Procter & Gamble va mantenir la seva seu del Regne Unit a 'Hedley House', a Newcastle upon Tyne, fins molt recentment. Amb el pas dels anys, es van anar introduint molts productes nous i noves marques, i va impulsar la diversificació en noves àrees. El 1946, la companyia va presentar el detergent 'Tide' i el 1947, el xampú 'Prell'. El 1955, Procter & Gamble va començar a vendre la primera pasta de dents que contenia fluorur, coneguda com a 'Crest'. El 1957, la companyia va comprar 'Charmin Paper Mills' i va començar a fabricar paper higiènic i altres productes de paper.
Una vegada més es va centrar en productes per a la roba i el 1960 va començar a fabricar el suavitzant 'Downy'. Un dels productes més revolucionaris va ser 'Pampers', comercialitzat per primera vegada el 1961. Abans d'això, els bolquers d'un sol ús no eren populars, encara que Johnson & Johnson havien desenvolupat un producte anomenat 'Chux'. Els bebès sempre portaven bolquers de tela, que sofrien fugues de líquid i calia rentar a mà. Pampers va presentar una alternativa, encara que a costa del medi ambient, ja que és un residu que acabava acumulant-se en els abocadors.
Procter & Gamble va comprar una sèrie d'altres empreses que feien possible diversificar la seva línia de productes i produir un augment significatiu dels beneficis. Aquestes adquisicions van incloure, entre d'altres, cafè Folgers, Norwich Eaton Pharmaceuticals (els creadors de Pepto-Bismol), Richardson-Vicks, Noxell (Noxzema), Shulton Old Spice, Max Factor, i la companyia Iams. El 1994, l'empresa va aparèixer en diversos titulars a causa de les pèrdues com a resultat de posicions apalancades en derivats del tipus d'interès, i posteriorment va demandar Bankers Trust per frau; això va col·locar la seva gestió en la inusual posició d'atestar davant el tribunal que havien realitzat transaccions que no eren capaces d'entendre. el 1996, Procter & Gamble va tornar de nou als titulars quan l'Administració d'Aliments i Medicaments va aprovar un nou producte desenvolupat per l'empresa, Olestra. També conegut pel seu nom comercial 'Olean', olestra és un substitut baix en calories del greix per cuinar patates fregides i altres aperitius.
El gener de 2005 P&G va anunciar l'adquisició de Gillette, tot formant la major empresa de béns de consum del planeta i col·locant a Unilever en el segon lloc. Això va sumar les marques de maquinetes d'afaitar Gillette, de piles Duracell, Braun i Oral-B a la seva empresa. L'adquisició va ser aprovada per la Unió Europea i la Federal Trade Commission, amb condicionaments d'una empresa derivada de certes marques superposades. P&G va acordar vendre el seu negoci de raspall de dents elèctric operat per bateria 'SpinBrush' a Church & Dwight. També es va desfer de la línia de pasta de dents-cuidat bucal de Gillette, 'Rembrandt'. Les marques de desodorant 'Right Guard', 'Soft and Dri' i 'Dry Idea' van ser venudes a Dial Corporation. Les empreses es van fusionar oficialment l'1 d'octubre de 2005. Liquid Paper, i la divisió de papereria de Gillette, Paper Mat es van vendre a Newell Rubbermaid. En 2008, P&G es va ramificar al negoci de la música amb el seu patrocini de registres d'etiquetes, com un respatller per TAG spay.

### Reestructuració
El predomini de P&G en moltes categories de productes de consum afavoreix que les seves decisions de gestió de marques siguin dignes d'estudi. Per exemple, els estrategs corporatius de P&G tenen en compte la probabilitat que algun dels seus productes puguin canibalitzar les vendes d'un altre.
El 25 d'agost de 2009, la companyia farmacèutica amb seu a Irlanda Warner Chilcott va anunciar que havia comprat un negoci de prescripció de medicaments de P&G per $ 3,1 milions de dòlars. P&G es va retirar del negoci d'aliments el 2012 quan va vendre el seu negoci de snacks Pringles a Kellogg's per $ 2,75 milions després de l'acord de $ 2,35 milions amb l'ex pretendent Diamond Foods, el qual es va quedar curt. La companyia havia venut prèviament la mantega de maní 'Jif' i el cafè 'Folgers' en transaccions separades a Smucker's.
Procter & Gamble va ser patrocinador dels Jocs Olímpics de Londres 2012, patrocinant 150 atletes. Procter & Gamble també va ser patrocinador el 2014 dels Jocs Olímpics d'Hivern de Sochi. Va tornar a ser patrocinador dels Jocs Olímpics de Rio de Janeiro 2016.

## Finances
Per a l'exercici 2018, Procter & Gamble va informar d'ingressos de 9.750 milions de dòlars americans, amb uns ingressos anuals de 66.832 milions de dòlars americans, un augment del 2,7% respecte al cicle fiscal anterior. Les accions de Procter & Gamble van cotitzar més de 86 dòlars per acció el 2017 i la seva capitalització borsària va ser de més de 221,5 mil milions de dòlars d'octubre a 2018. Procter & Gamble va ocupar el número 42 de la llista Fortune 500 de 2018 de les majors corporacions dels Estats Units per ingressos totals.
| Any  | Ingressos en mil. USD$ | Ingressos nets en mil. USD$ | Actius totals en mil. USD$ | Empleats |
| ---- | ---------------------- | --------------------------- | -------------------------- | -------- |
| 2005 | 56.741                 | 6.923                       | 61.527                     |          |
| 2006 | 68.222                 | 8.684                       | 135.695                    |          |
| 2007 | 74.832                 | 10.340                      | 138.014                    |          |
| 2008 | 79.257                 | 12.075                      | 143.992                    |          |
| 2009 | 76.694                 | 13.436                      | 134.833                    |          |
| 2010 | 77.567                 | 12.517                      | 128.172                    |          |
| 2011 | 81.104                 | 11.564                      | 138.354                    |          |
| 2012 | 82.006                 | 10.500                      | 132.244                    |          |
| 2013 | 80.116                 | 11.068                      | 139.263                    | 121.000  |
| 2014 | 74.401                 | 11.390                      | 144.266                    | 118.000  |
| 2015 | 70.749                 | 6.777                       | 129.495                    | 110.000  |
| 2016 | 65.299                 | 10.508                      | 127.136                    | 105.000  |
| 2017 | 65.058                 | 15.326                      | 120.406                    | 95.000   |
| 2018 | 66.832                 | 9.750                       | 118.310                    | 92.000   |

## Organització

### Equip directiu
La junta directiva de Procter & Gamble té actualment dotze membres, dels quals quatre són dones i vuit són homes:
- Francis S. Blake
- Angela Braly
- Amy L. Chang
- Kenneth Chenault
- Scott Cook
- Joseph Jimenez
- Terry J. Lundgren
- W. James McNerney Jr.
- Nelson Peltz
- Meg Whitman
- Patricia A. Woertz
- Ernesto Zedillo

Amb anterioritat, el març de 2011, Rajat Gupta va renunciar a la junta després d'una acusació de la SEC d'utilitzar informació privilegiada de Galleon Group.
El maig de 2011 l'editora de la revista Fortune, Patricia Sellers, va elogiar la diversitat del consell d'administració de P&G, ja que en aquell moment cinc dels onze directius de la companyia eren dones i formaven part de la llista anual de dones amb més poder (Most Powerful Women). El maig de 2013, Robert A. McDonald va anunciar la seva retirada i va ser reemplaçat per AG Lafley que va tornar com a director, president i director general.

## Estructura de l'empresa
L'1 de juliol de 2014, l'estructura de l'empresa es dividí en quatre Unitats de Negoci Global (UNG o GBU, per les seves sigles en anglès) i cinc Organitzacions de Venda i de Mercat (OVM o SMO, per les seves sigles en anglès).
- UNG
  - Bellesa, Cabell i Cura Personal
  - Bebè, Femení i Atenció a la Família
  - Tela i Cura de la Llar
  - Salut i Neteja personal
- OVM
  - Àsia
  - Europa
  - Índia, Orient Mitjà i Àfrica (IMEA)
  - Amèrica Llatina
  - Amèrica del Nord

### Reconeixement laboral
Fortune va situar P&G en el primer lloc en la seva llista de "Global Top Companies for Leaders", i la va qualificar com l'empresa en quinzè lloc de la llista de "Les companyies més admirades del món". El director executiu de la revista va considerar P&G com la millor companyia global de desenvolupament de lideratge en la seva llista de les "40 Millors Companyies per a Líders".
L'octubre del 2008, va ser nomenada per Mediacorp Canada Inc. com una de les millors 100 empreses per a treballar al Canadà i va aparèixer en la revista Maclean. Pel setembre també va ser nomenada com un dels millors llocs per treballar, en un informe del periòdic Toronto Star.
L'agost de 2013, va ser nomenada la 14ª empresa més dura d'entrevistar per Glassdoor. L'octubre de 2013, P&G va ser nomenada com el quart amb major demanda de llocs de treball del món d'acord amb les dades analítiques procedents de LinkedIn. El novembre, Glassdoor també la va nomenar com a empresa Top 25 per a l'oferta d'oportunitats
Al febrer del 2014, Glassdoor va situar P&G en el 34è lloc en la seva llista anual de Millors Llocs per a Treballar. El novembre, P&G va aparèixer públicament per donar suport a la igualtat del matrimoni per als seus empleats LGBT en un comunicat fet pel cap de diversitat global, William Gipson.
A més, anualment, als empleats se'ls categoritza amb un reconeixement dins un rànquing, el qual consisteix en un complement de 15 a 30 dies de salari segons el tipus de reconeixement aconseguit. El rànquing 3 és quan l'empleat obté un baix assoliment i aconsegueix molt pocs resultats; el rànquing 2 és quan l'empleat compleix amb els seus objectius i no falla en les seves activitats i responsabilitats; el rànquing 1 és quan l'empleat aconsegueix resultats més enllà del seu nivell, amb un assoliment excel·lent.

## Marques
Vint-i-sis de les marques de P&G té més de mil milions de dòlars en vendes netes anuals, segons l'Informe Anual 2011 i P&G Corporate Newsroom. A partir del 2015, 21 de les marques de P&G tenen més de mil milions de dòlars en vendes netes anuals. La majoria d'aquestes marques, incloent Bounty, Crest i Marea, són productes globals disponibles en diversos continents. Els productes de Procter & Gamble estan disponibles a Amèrica del Nord, Amèrica Llatina, Europa, Orient Mitjà, Àfrica, Àsia, Austràlia i Nova Zelanda. Les operacions de fabricació se situen en diverses zones: Estats Units, Canadà, Filipines, Mèxic, Colòmbia, Indonèsia, Orient Mitjà, Nova Zelanda, Amèrica Llatina, Europa, Veneçuela, Japó, Xina (31 fàbriques de propietat) i altres parts d'Àsia, Corea del Sur, Àfrica, Brasil, Austràlia.
L'agost de 2014, P&G va anunciar la seva reducció de marques, desprenent-se d'unes 100 i concentrant-se en les 80 marques restants, que produïen el 95 per cent dels guanys de la companyia...
- Desodorants: Old Spice, Secret, MUM, Gillette Sèries.
- Productes per a nadó: Baby Fresh. Kid fresh, Luvs, Pampers, Wash a bye baby, Dodot.
- Perfums: D&G, Avril Lavigne, Britney Spears, Christina Aguilera, Giorgio, Hugo Boss, Laura Biagiotti, Old spice, Xarxa, Venezia, Wings, Lacoste, Gucci, Escada, Dunhil, Mont Blanc, Rochas, Bruno Banani.
- Cura del cabell i tints: Wella, Pantene, Herbal Essences, Head & Shoulders (H&S), Pert Plus, Vidal Sassoon, Miss Clairol, Koleston, Wellaton, Motif, Soft Color, Infusium23.
- Afaitat: Gillette,Perma sharp, Astra.
- Higiene femenina: Always, Tampax, Attends, Tess, Naturella, Ladysan, Evax, Ausonia.
- Bugaderia i neteja: Biz, Bold (abans Bold 3), Bounce, Cascade, Cheer, Cinch, Comet, Dash, Downy, Gain, Era, Ivory, Joy, Mr Clean (Do Net a Espanya, Maestro Net a Hispanoamèrica), Tide (Ace a Llatinoamèrica), Ariel, Excepte, Ràpid, Màgia Blanca, Rindex, Renten Sant. Fairy (Dawn a Llatinoamèrica, Magistral a Argentina i Xile i pròximament a Perú, Colòmbia, Veneçuela i Mèxic), Cierto i Vencedor
- Medicines: DayQuil, Metamucil, Clear Blue, NyQuil, Pepto Bismol, Percogesic, Therma Care, Vick (VapoRub).
- Medicaments amb recepta mèdica: Actisite, Brontex, Dantrium, Didronel, Macrodantin, Ultradol, Zebete, Ziac (venuts a l'agost 2009)
- Cura dental: Chloraseptic, Crest, Oral-B, Pro, Fluocaril i Parogencil, Fixodent.
- Paper higiènic: Bàner, Bounty, Charmin, Puffs, Royale, Summit, Bess, Tempo, Lliri.
- Tovallons: Buffette, Charmin, Lunch, Xef.
- Sabons: Camay, Coast, Ivory. Antibacteriales Escut (Safeguard als Estats Units), Zest, Fairy, Moncler.
- Productes de bellesa: Wella, Max Factor, Cover Girl, Olay, SK-II

El 2018, la divisió de teixits i atenció a domicili de P&G va representar el 32% de les vendes netes totals de la companyia, la més alta de totes les seves divisions. La divisió inclou Downy, Gain, Marea, Febreze i Dawn.

### Marques del passat
Marques comercials que van pertànyer a Procter & Gamble en el passat:
- Crisco (oli vegetal i menjar ràpid) i Jif (mantega de cacauet) - van passar a mans dels seus accionistes, seguit d'una immediata fusió amb The J.M. Smucker Co. el 2002.
- Lava soap, venut a WD-40 l'any 1999.
- Clearasil, la solució per a l'acne, va ser venuda a Boots Healthcare.
- Duncan Hines pays empaquetats per cuinar a casa, va ser venuda a Aurora Foods (ara Pinnacle Foods) el 1998.
- Prell xampú, va ser venut a Prestige Brands International el 1999.
- Sunny Delight beguda de taronja, va passar a convertir-se en una filial el 2004.
- Dreni xampú i condicionador, venuts a Fisa.
- Piles: Duracell (2005-2014)
- Zest, sabó de tocador va cedir els drets de la marca per als Estats Units, Canadà, Puerto Rico i el Carib a High Ridge Brands Co. en 2011.
- Odontine pasta de dents d'origen xilè
- Pringles snack amb forma de patata fregida, venuda el 2011 a Kellogg's[25]
- Iams i Eukanuba Aliment per a mascotes adquirida el 1999 i venuda en 2014 a Mars, Incorporated.[26]

### Produccions a ràdio i televisió
Procter & Gamble va produir i va patrocinar les primeres radionovel·la durant la dècada del 1930 (Procter & Gamble, ja era molt coneguda als EUA pels seus detergents i sabons i per això va adoptar-se al terme "soap-opera"). Quan en els anys 1950 i 1960 el mitjà audiovisual més popular va passar a ser la televisió, la majoria de les noves emissions de sèries van ser patrocinades i produïdes per l'empresa. La sèrie The Young and the Restless es transmet actualment per la cadena CBS i encara està parcialment patrocinada per Procter & Gamble.
Les següents sèries van ser les últimes produïdes per Procter & Gamble:
| - Another World - As the World Turns - The Brighter Day - The Catlins - The Edge of Night - The First Hundred Years - From These Roots - Guiding Light | - Lovers and Friends / For Richer, for Poorer - Our Private World - Search for Tomorrow - Somerset - Texas - Young Doctor Malone |

Procter & Gamble també va ser la primera companyia en produir i patrocinar un programa en horari estel·lar, un spin-off de la telenovel·la de 1965, As the World Turns, sota el títol Our Private World. El 1979, PGP (Procter & Gamble Produccions) va produir Shirley, una sèrie de la NBC en horari estel·lar protagonitzada per Shirley Jones, que va durar tretze episodis. També van produir la primera sèrie original de la comèdia de TBS, Down to Earth, que va durar des de 1984 fins al 1987 (es van produir 110 episodis). També van distribuir la sèrie de tipus comèdia, Throb. PGP coproduí originalment Dawson's Creek amb Sony Pictures Television, però es va retirar abans de l'estrena de la sèrie a causa de les primeres crítiques de la premsa. També va produir la pel·lícula per a TV de 1991 A Triumph of the Heart: The Ricky Bell Story, que va ser coproduïda per Landsburg Company. També produeix els Premis People's Choice (People's Choice Awards).

### Patrocini
A més de la producció pròpia, Procter & Gamble també ha patrocinat en moltes ocasions. Per exemple, en moltes telenovel·les en idioma espanyol a través de la publicitat en canals com Univision, Telemundo, Telefutura i Asteca Amèrica. Procter & Gamble va ser un dels primers anunciants en la televisió en castellà a mitjan dècada del 1980.
El 2008, P&G es va expandir amb el patrocini de la música quan es va unir a Island Def Jam per crear enregistraments de la marca, el nom d'un aerosol del cos que P&G va adquirir de Gillette. L'abril de 2010, després de la cancel·lació d' As the World Turns, PGP van anunciar la seva expansió en una programació més adequada per les famílies.
Procter & Gamble també van donar un contracte de 100,000 dòl·lars als guanyadors del Cicle 1 al 3 de Canada's Next Top Model, on Andrea Muizelaar, Rebecca Hardy i Meaghan Waller van guanyar el premi.
A partir de 2013, PGP ha rebatejat el nom com a Procter & Gamble Entreteniment (PGE) amb un nou logotip i fent èmfasi en la producció d'entreteniment multiplataforma.
La companyia ha desenvolupat activament i patrocinat nombroses comunitats en línia, com "Beinggirl.com" (llançat en 2000), o "Women.com". A partir de 2000, l'empresa tenia 72 "llocs de destinació altament estilitzats".

## Escàndols

### La fixació de preus
A l'abril de 2011, P&G va ser multat 211.2m euros per la Comissió Europea per establir un càrtel de fixació de preus a Europa juntament amb Unilever, que va ser multat amb 104 milions d'euros, i Henkel (en aquest cas, no es va imposar una multa). Encara que la multa es fixà amb una quantitat més alta en un primer moment, es va descomptar un 10 % després que P&G i Unilever admetessin que van executar el cartell. Com a informant que va afavorir la investigació, Henkel no va ser multat.

### La síndrome de xoc tòxic i tampons
La síndrome del xoc tòxic (SST) és una malaltia causada per soques del bacteri Staphylococcus aureus. La majoria de les persones tenen aquests bacteris que viuen en els seus cossos com a comensals inofensius en llocs com el nas, la pell i la vagina. La malaltia pot afectar qualsevol persona, no només a les dones, però la malaltia s'associa sovint amb els tampons. El 1980, es van reportar 814 casos de SST relacionats amb la menstruació; 38 persones van morir per xoc sèptic. Es va documentar que la majoria de les dones en aquests casos estaven fent ús d'un tampon sintètic súper absorbent, particularment el tampó creat per Procter & Gamble anomenat 'Rely'. El tampó 'Rely' era tan super-absorbent que un només bastava per al flux menstrual d'una dona. A diferència d'altres tampons de cotó i raió, es basava en carboximetilcel·lulosa i perles comprimides de polièster per a l'absorció.
L'estiu de 1980, els Centres per al Control i Prevenció de Malalties van publicar un informe explicant com aquests mecanismes bacterians provocaven el SST. També van afirmar que el tampó 'Rely' es va associar amb el SST més que qualsevol altra marca de tampons. Pel setembre de 1980, Procter & Gamble va retirar voluntàriament la seva marca de tampons del mercat i van acordar establir un programa per notificar a les consumidores del perill. Des de la dècada del 1980, els informes sobre casos de TSS han disminuït clarament.

### L'experimentació en animals
El 30 de juny de 1999, Procter & Gamble va anunciar que limitaria les seves proves experimentals amb animals que realitzava per desenvolupar aliments i medicaments, productes que representen aproximadament el 80 % de la seva cartera de productes. La companyia va invertir més de $275 milions en el desenvolupament de mètodes alternatius.
Procter & Gamble ha rebut crítiques per part d'un grup per a la defensa dels animals, PETA, per la pràctica de proves en animals.

### Altres productes
En 2002, P&G va ser demandat pels seus anuncis, en suggerir falsament als consumidors que el fàrmac 'Prilosec' podria guarir l'acidesa estomacal en un dia. El desembre de 2005, la divisió farmacèutica de P&G estava involucrada en una disputa sobre la recerca amb el seu medicament per a l'osteoporosi 'Actonel'. El cas va ser discutit en els mitjans de comunicació.
L'octubre de 2007, una demanda col·lectiva va ser presentada a l'estat de Geòrgia, al·legant que molts usuaris del producte bucal 'Crest Pro-Health', amb l'ingredient actiu clorur de cetilpiridini, van patir com a resultat del seu ús de dents tacades i pèrdua del sentit del gust. Procter & Gamble sosté que aquests efectes secundaris es produeixen en només el tres per cent dels usuaris. La demanda buscava incloure per als usuaris la divulgació, advertiment d'aquests efectes secundaris en l'embalatge del producte.